# Slávka jedlá
Slávka jedlá (Mytilus edulis) je středně kosmopolitní velký jedlý mořský mlž z čeledi slávkovitých.

## Rozšíření
Slávky jedlé se nacházejí na severoatlantickém pobřeží Severní Ameriky, Evropy a v dalších mírných i polárních vodách po celém světě.

## Stanoviště
Žijí v příbřežních oblastech na skalách a dalších pevných podkladech přichyceny byssovými vlákny, která jsou vylučována byssovými žlázami umístěnými ve spodní části slávek.

## Popis
Mušle je hladká s jemnými soustřednými rýhami v linii růstu. Lasturu mají slávky světle hnědou, modravou nebo černou. Může být dlouhá až 12 cm.

## Použití

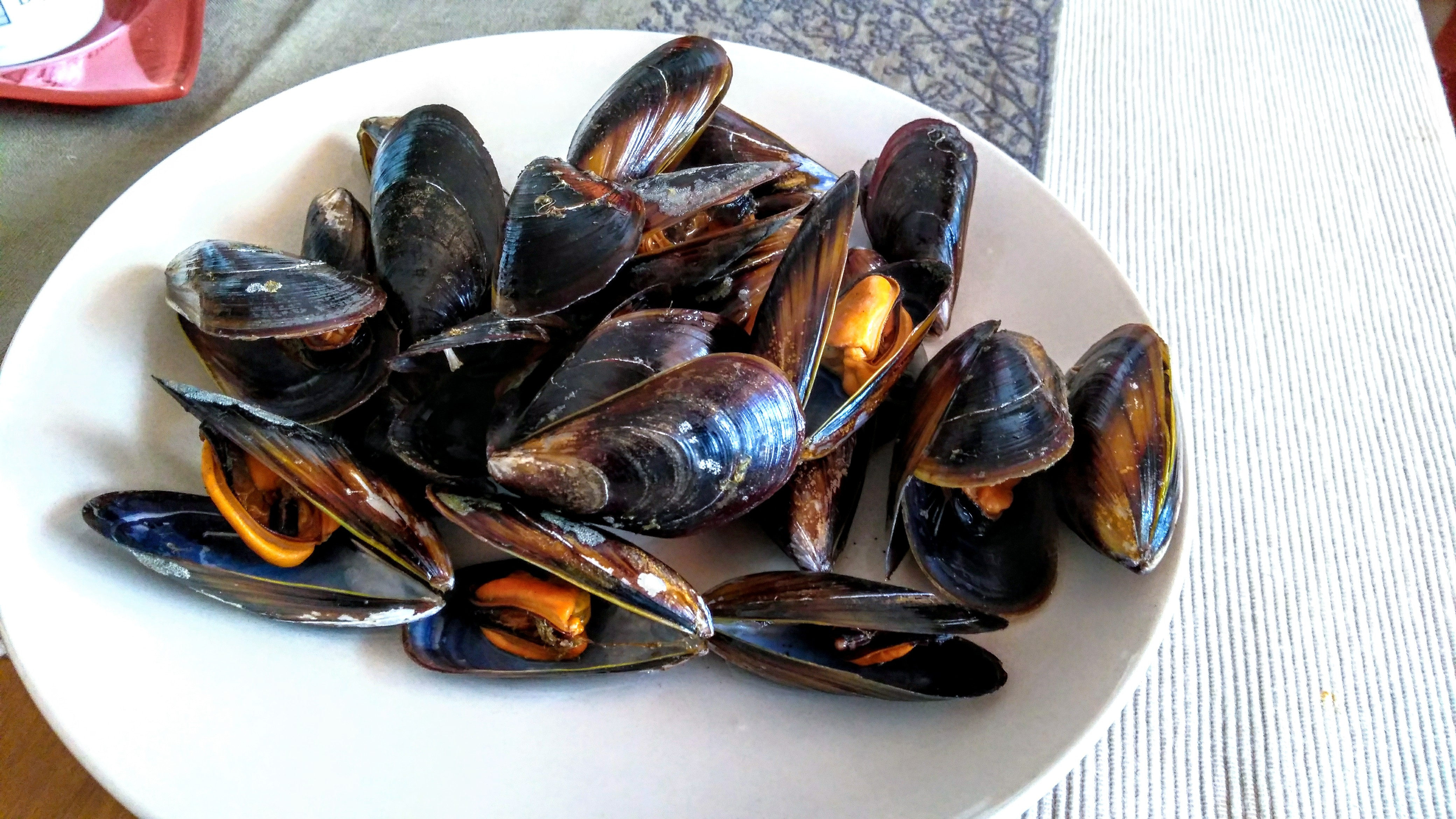
Uvařené slávky připravené ke konzumaci.

Po celém světě jsou běžně sbírány na jídlo z přírodních i z uměle vytvořených lokalit. Slávky jsou základem pro mnohá jídla z mořských plodů ve španělské, portugalské, francouzské, holandské, belgické a italské kuchyni. Jejich chuť je zvláštně kořenitá. Obsahují málo kalorií, minerální soli, železo, vitamíny A, B, C, D a bílkoviny. Podávají se bez i s lasturou. V Evropě se jich ročně spotřebuje přibližně 100 tisíc tun.

## Predátoři
Slávky jedlé jsou kořistí hvězdic jako hvězdice růžová (Asterias rubens, Linnaeus, 1758). Malé slávky jsou také požírány plži nachovec obecný (Nucella lapillus, (Linnaeus, 1758)).

## Poddruhy
- M. e. abbreviatus (Lam., 1818)
- M. e. aoteanus (A.W.B. Powell, 1958)
- M. e. diegensis (Coe, 1946)
- M. e. elegans (Brown, 1827)
- M. e. modiolaeformis (Bucquoy, Dautzenberg & Dollfus, 1889)
- M. e. obesus (Bucquoy, Dautzenberg & Dollfus, 1889)
- M. e. planulatus (Lam., 1819)
- M. e. platensis (A.D.Orb., 1846)
- M. e. retusus (Lam., 1818)
- M. e. spathulinus (Locard, 1889)
- M. e. uncinnatus (Bucquoy, Dautzenberg & Dollfus, 1889)[5]